# شوقي أرملي
شوقي جبريل أرملي (وُلد في نوفمبر 1936 في شفا عمرو – تُوفي في 7 فبراير 2013 في بروكسل) دبلوماسي وسياسي فلسطيني مسيحي كان ممثلًا لمنظمة التحرير الفلسطينية لدى اليونان، ولاحقًا سفيرًا لدولة فلسطين لدى بلجيكا والكرسي الرسولي.

## حياته
وُلد أرملي في شفا عمرو قرب حيفا في نوفمبر 1936 لعائلة فلسطينية إبان فترة الانتداب البريطاني على فلسطين ونشأ فيها. اضطرت العائلة للجوء نتيجة حرب النكبة عام 1948 إلى لبنان وهناك درس الحقوق في جامعة القديس يوسف في بيروت وعمل بعد ذلك مستشارًا قانونيًا لمنظمة التحرير الفلسطينية في لبنان، وفي عام 1974 انتقل إلى أوروبا. ابن عمه هو لاعب مكابي حيفا السابق زاهي أرملي.
شغل منصب ممثل منظمة التحرير الفلسطينية لدى اليونان بين عامي 1980 و1984، حيث انتقل لتمثيل المنظمة لدى بلجيكا بعد اغتيال نعيم خضر، واستمر حتى عام 2005.
عُين في 2 مايو 2006 مستشارًا للرئيس الفلسطيني.

## أوسمة
منحه الرئيس الفلسطيني محمود عباس وسام الاستحقاق والتميز في 19 فبراير 2013.